# Acta Mathematica
Acta Mathematica este o publicație periodică care este axată pe publicarea lucrărilor de cercetare originală în toate domeniile matematicii.  Publicația a fost fondată de suedezul Gösta Mittag-Leffler în 1882, fiind publicată neîntrerupt de la înființare și până astăzi de institutul de cercetare matematică Institut Mittag-Leffler, care este parte a Academiei Regale de Științe a Suediei. Din 2006 este tiparit si distribuit de Springer Nederlands.